# بيتي برايس
بيتي برايس (بالإنجليزية: Betty Brice)‏ هي ممثلة أمريكية، ولدت في 4 أغسطس 1888 في صنبوري في الولايات المتحدة، وتوفيت في 15 فبراير 1935 في فان نويس في الولايات المتحدة بسبب أمراض القلب.

## أعمالها

### أفلام
- 1913 هو ثمن النصر
- 1914 جادم الأغنياء
- 1914 بيت الخوف
- 1914 انتقام قاسي
- 1914 البيوريتان
- 1914 قصر التنهدات[5]
- 1914 الضابط حيم
- 1914 في هولندا [6]
- 1914 الكنز الأكبر
- 1914 غير كفؤ
- 1914 الذئب
- 1915 مايكل ستروجوف[7]

## وصلات خارجية
- بيتي برايس على موقع IMDb (الإنجليزية)
- بيتي برايس على موقع روتن توميتوز (الإنجليزية)
- بيتي برايس على موقع قاعدة بيانات الفيلم (الإنجليزية)